# Матю Фестинг
Негово Високопреосвещенство Височество фра Матю Фестинг (на английски: Matthew Festing) е 79-ият княз и велик магистър на Суверения Малтийски орден.

## Биография
Син на сър Франсис Фестинг, фелдмаршал и началник на Генералния щаб на Великобритания от 1958 до 1961 г., великият магистър е потомък и на кавалера на Малтийския орден блажения Адриан Фортескю, беатифициран през 1539 г.
Получава хуманитарно образование в Историческото училище на бенедиктинците в Йоркшир и в Колежа на св. Йоан в Кембридж.
На служба е в гренадирските части на Великобритания, има звание полковник.
През 1977 година става член на Малтийския орден. В периода 1993 – 2008 г. е велик приор на Великобритания и като такъв участва в хуманитарни мисии на Ордена в Босна, Сърбия, Хърватия, Косово.
На 11 март 2008 година е избран за княз и велик магистър на Суверения военен орден на Свети Йоан.